# Пенькозавод (Чамзинский район)
Пенькозаво́д — посёлок в составе Пичеурского сельского поселения Чамзинского района Республики Мордовия.

## География
Находится на расстоянии примерно 11 километров по прямой на юго-юго-восток от районного центра посёлка Чамзинка.

## Население
Постоянное население составляло 61 человек (русские 90 %) в 2002 году, 58 в 2010 году.